# Amber Smith (album)
Az Amber Smith az ötödik stúdióalbum, amelyet Amber Smith zenekar rögzített. Az albumot 2012. február 21-én adta ki a német Kalinkaland Records. Ez volt az első lemez amin Szabados Gergő gitáros és Póka Zalán billentyűs is szerepelt.

## Számlista
1. "Unanswered
2. "Square 1
3. "Bourbon and Soda
4. "Faster Than the Speed of Light
5. "Ise
6. "If I Had A Reason
7. "Your Life Is My Death
8. "Cinnamon In My Pocket
9. "Hong Kong Falls

## Közreműködők
| Amber Smith - Ács Oszkár - basszusgitár - Bátor Bence - dobok - Póka Zalán - billentyű - Poniklo Imre - ének és gitár - Szabados Gergely - gitár | Vendég zenészek - Gábor Cserkész - erhu (5) - Sándor Dániel - felvétel - Ligeti György - keverés - Hodosi Enikő – ének (4) - Polyák Eszter - felvétel és háttér ének (7)(9) - George Shilling - keverés (2) - Vesztergombi Dávid - vonósok |

## Külső linkek
- Amber Smith at Kalinkaland's webpage
- Amber Smith at Amber Smith's webpage